# Stockholms moské
Stockholms moské, även kallad Zayeds moské eller Stockholms stora moské, är en moské belägen vid Björns trädgård nära Medborgarplatsen på Södermalm i Stockholm.

## Historia
Moskén invigdes år 2000 och drivs av Islamiska förbundet i Stockholm. Originalbyggnaden som idag utgör moskén ritades av arkitekten Ferdinand Boberg och var ursprungligen Katarinastationen för Stockholms elektricitetsverk. 

### Moskéns bakgrund
Diskussioner om en ny moské i Stockholmsområdet hade pågått i över tjugo år innan planerna förverkligas under 2000. Det första förslaget var att använda byggnaden Borgerskapets änkehus vid Norrtull . Andra platser som diskuterades var Observatorielunden, Kristineberg, Skärholmen, Tensta och Jarlaplan. I mars 1995 beslutade Stockholms stadsfullmäktige, efter att först samrått med muslimska ledare, att omvandla den gamla omformarstationen Katarinastationen till en moské. Den kulturminnesmärkta byggnaden, ritad av Ferdinand Boberg och färdig 1903, var redan i sin ursprungliga version influerad av morisk-islamisk arkitektur. Boberg hade inspirerats av ett besök i Marocko och försåg byggnaden med höga fönstervalv och orienterade den mot Mecka.
År 1996 såldes byggnaden av Stockholms stad till Islamiska förbundet i Stockholm för 8 miljoner kronor, men bygget av moskén fördröjdes på grund av protester och överklaganden, och den började byggas först 1999, för att invigas den 8 juni 2000. Moskén byggdes med ekonomiskt stöd från enskilda muslimer i Sverige och utomlands. Representanter från Saudiarabien erbjöd finansiering mot att de skulle få en majoritet i styrelsen och rätten att tillsätta imam, men styrelsen tackade nej. En av de största finansiärerna var schejk Zayed bin Sultan Al Nahyan, huvudsakliga grundare och tidigare statschef i Förenade Arabemiraten, som också moskén blev uppkallad efter, Zayeds moské. Moskén bytte ägare den 20 juni 2005 när Islamiska förbundet i Stockholm gav moskén till Islamiska förbundet i Sverige, (IFiS) som en gåva enligt fastighetsdokumenten i Stockholms fastighetskontor. Islamologen vid Lunds universitet Sameh Egyptson översatte en del av en artikel skriven av moskédirektör Mahmoud Khalfi i den välrenommerade Tunis News (2013-02-18) att: 
”Sverige har varit ett föregångsland i en normalisering av förbindelserna med islamisterna, både på gräsrotsnivå genom officiella kontakter med det civila samhällets organisationer och islamiska institutioner som är kända för att tillhöra det Muslimska brödraskapets ideologiska skola. Islamiska förbundet i Sverige, som viktigast av dessa institutioner, äger Islamic Centre och Stora moskén i Stockholm”.
Förenade Arabemiraten har terrorstämplat det Muslimska brödraskapet och rörelsens alla grenar. Med på landets lista finns Islamiska förbundet i Sverige, som landet alltså anser vara en del av Muslimska brödraskapet.

## Verksamhet

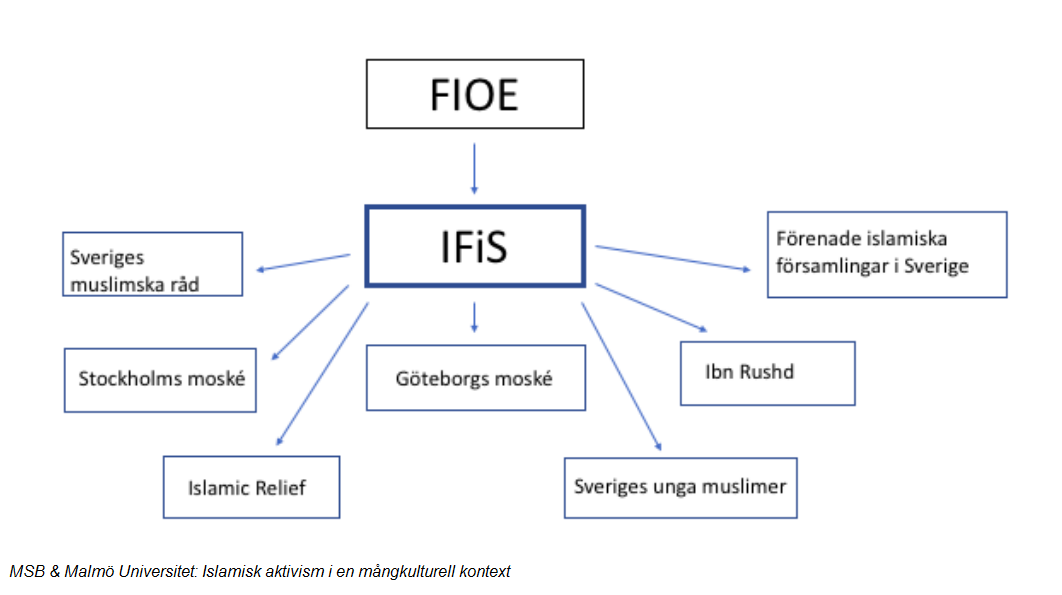
Stockholms moské är en del av de islamiska organisationerna i FIOE-IFiS nätverket.

Moskén rymmer 2 000 bedjande och rymmer, förutom de religiösa funktionerna, bibliotek, bokhandel, gymnastiksal, kontor, storkök, restaurang och föreläsningslokaler med mera. Antal besökare uppskattas till mer än 160 000 muslimer per år, andra besökare med en annan tro cirka  20 000.
I februari 2016 besöktes moskén av Vänsterpartiets partiledare Jonas Sjöstedt.

### Samarbeten
Stockholms moské drivs av Islamiska förbundet i Stockholm, medlemsorganisation i det Islamiska förbundet i Sverige, vilken tillhör The Federation of Islamic Organisations in Europe. The Federation of Islamic Organisations in Europe startade det Europeiska fatwarådet, och är nära knutet till det Muslimska brödraskapet.
Personer med kopplingar till Stockholms moské har ofta styrelseposter i studieförbundet Ibn Rushd eller studieförbundets medlemsorganisationer.

## Händelser och kontroverser

### 2003: Europeiska rådets konferens för fatwa och forskning
Enligt ett debattinlägg av Liberala Ungdomsförbundets ordförande Fredrik Malm i Dagens Nyheter hade den egyptiske islamistiske lärde Yusuf al-Qaradawi, i juli 2003, inbjudits till att tala i moskén på en konferens som hade arrangerats av det Europeiska fatwarådet, en organisation grundad av al-Qaradawi som är det Muslimska brödraskapets andlige ledare. På konferensen fanns också Rashid Ghannouchi, ledare av det förbjudna tunisiska islamistpartiet al-Nahda (Parti de la Renaissance). Under konferensen uttalade al-Qaradawi sitt stöd till självmordsattacker mot israeliska civila, vilket han kallade ett nödvändigt heligt krig. Predikan anmäldes till polisen av Fredrik Malm.
Qaradawi uttalade i sin predikan att icke-troende som bor i de otrognas landområden (Dar al-Harb: krigsområden) och gör motstånd mot Islam inte har rätt till skydd för sina liv eller sin egendom.

### 2004: Översatt predikan
I maj 2004 skrev journalisten Salam Karam en kritisk artikel i Svenska Dagbladet där han anklagade moskén för att avsiktligen feltolka och/eller utelämna kontroversiella delar av den arabisk-svenska översättningen av predikan som hålls i moskén av imam Hassan Moussa. Till exempel blev meningen USA våldtar islam översatt av tolken till: Vi fördömer USA:s tortyr av irakiska fångar. Moskén nekade anklagelserna och menade att arabiska är ett rikare språk än svenskan, samt att tiden varit en faktor.

### 2005: Yassin-banden
I november 2005 avslöjade Sveriges Radio att moskéns bokhandel hade sålt ljudband med starkt antisemitiskt innehåll. På ett av banden, som hade den mördade Hamas-ledaren sheikh Ahmad Yassin på pärmen, omtalades judar som en sjukdom, bröder till apor och grisar och att den enda lösningen mot judarna var jihad.
Justitiekansler Göran Lambertz inledde en förhandsgranskning om hets mot folkgrupp, men den 2 januari 2006 beslöt justitiekansler Lambertz att avsluta målet. Enligt Lambertz var uttalandena på kassetterna mycket kritiska mot judarna, men inget brott mot svensk lag eftersom de skulle ses i ljuset av den historiska och nutida konflikten i Mellanöstern.

### 2012: Uppdrag gransknings under cover-granskning av moskéer
2012 sände Uppdrag granskning ett program där man med dold kamera fått rådgivning från muslimska ledare. Stockholms moské bland många andra hade helt andra värderingar än de som presenterades utåt. Den kvinnliga medarbetaren fick under sin rådgivning i Stockholms moské reda på att en man får ha fyra fruar, att en fru inte får neka sin man samlag även om han slagit henne samt inte bör kontakta polisen eftersom mannen då kan hamna i häktet. 

### 2013: Femen-aktion
Stockholms moske utsattes 2013 för en protestaktion mot bland annat sharia av den feministiska aktionsgruppen Femen.

### 2014: Klotter och solidaritetshandlingar
Klottrare målade hakkors på Stockholm Moske 2014 och skrev hatbudskap. Detta följdes av en rad uttryck för solidaritet - exempelvis pryddes moskén med blommor.

### 2016: Insamling till jihadister
Ekonomiskt stöd till den salafistiska jihadgruppen Al-Nusra förekommer bland besökare i Stockholms moské. En man erkände 2016 att han har samlat in cirka 870 000 kronor i Stockholms moské och slussat pengarna till al-Qaida-anslutna terrororganisationen al-Nusrafronten i Syrien.

### 2023: Koranbränning
Den 28 juni 2023 brändes koranen utanför moskén av Salwan Momika.

## Bildgalleri

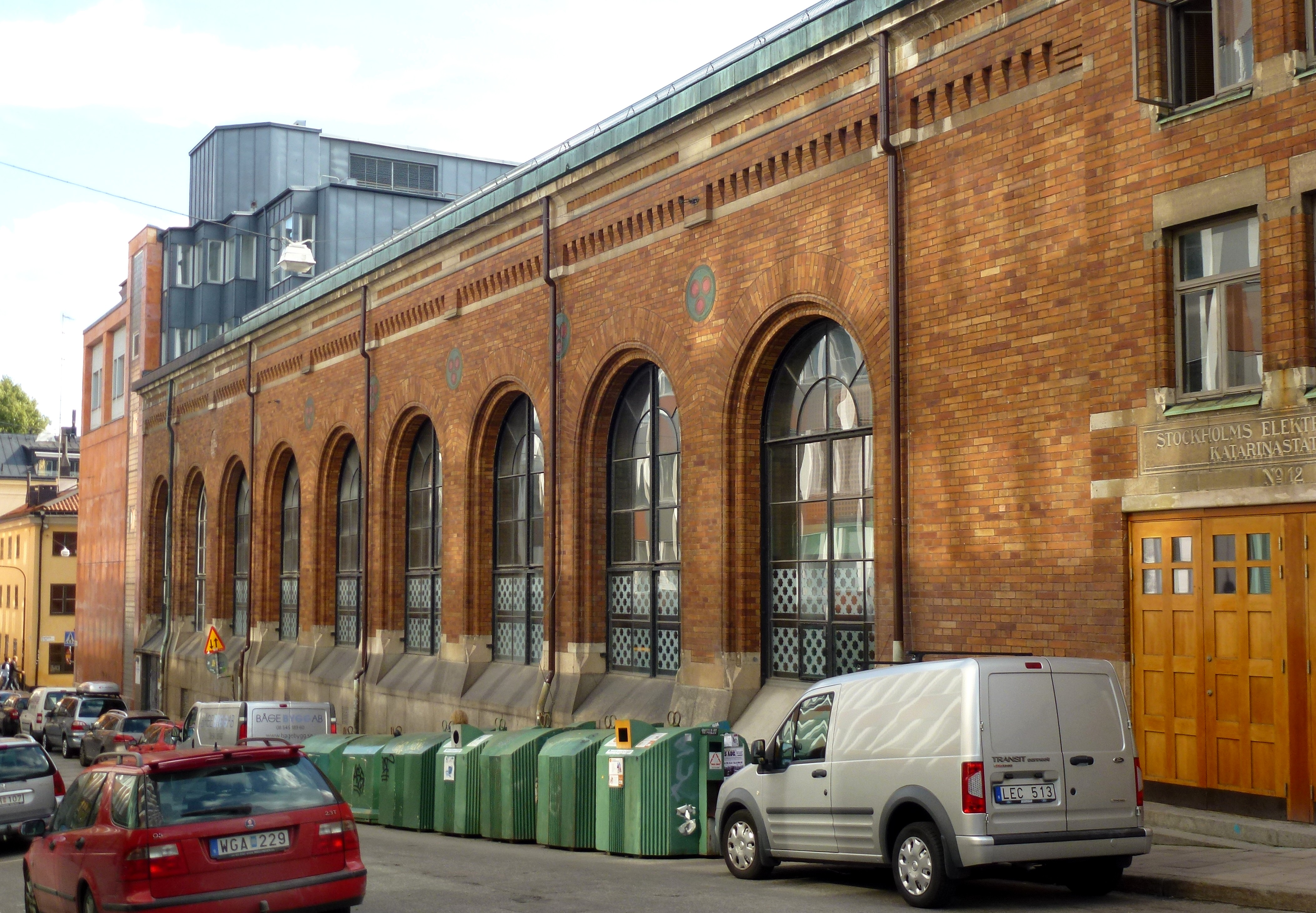
Stockholms moské, fasad mot Kapellgränd.
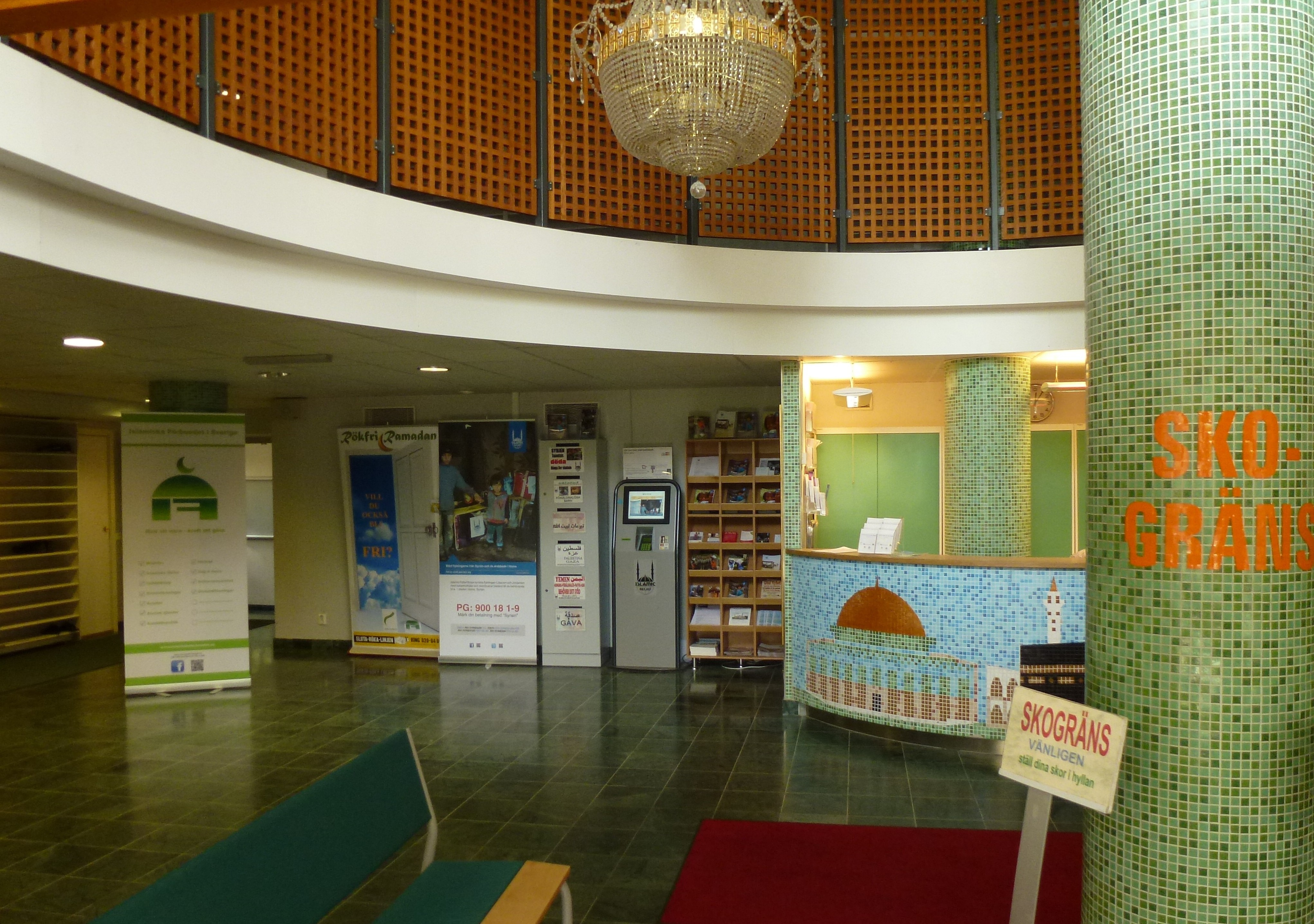
Stockholms moské, entréhallen.
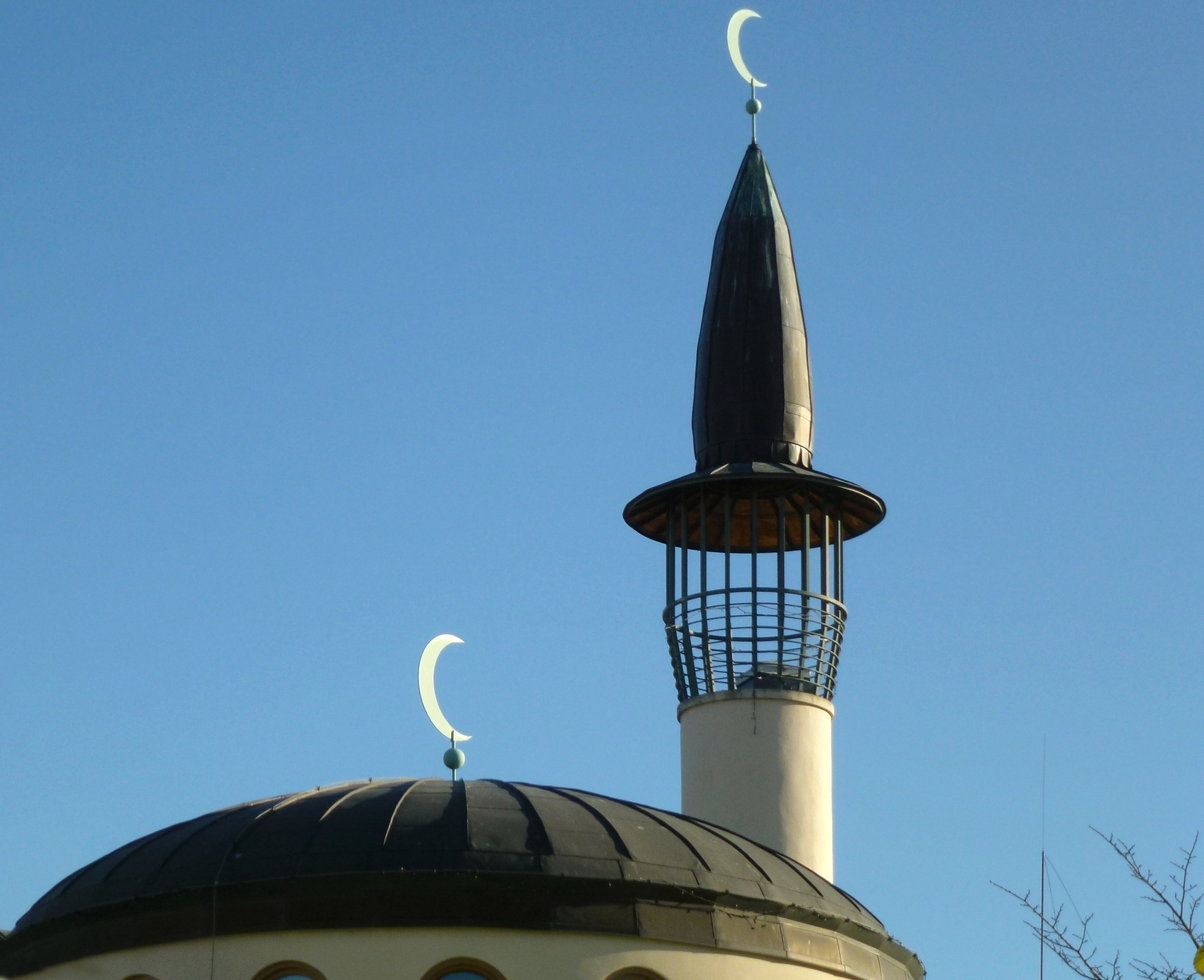
Stockholms moské, minaret.
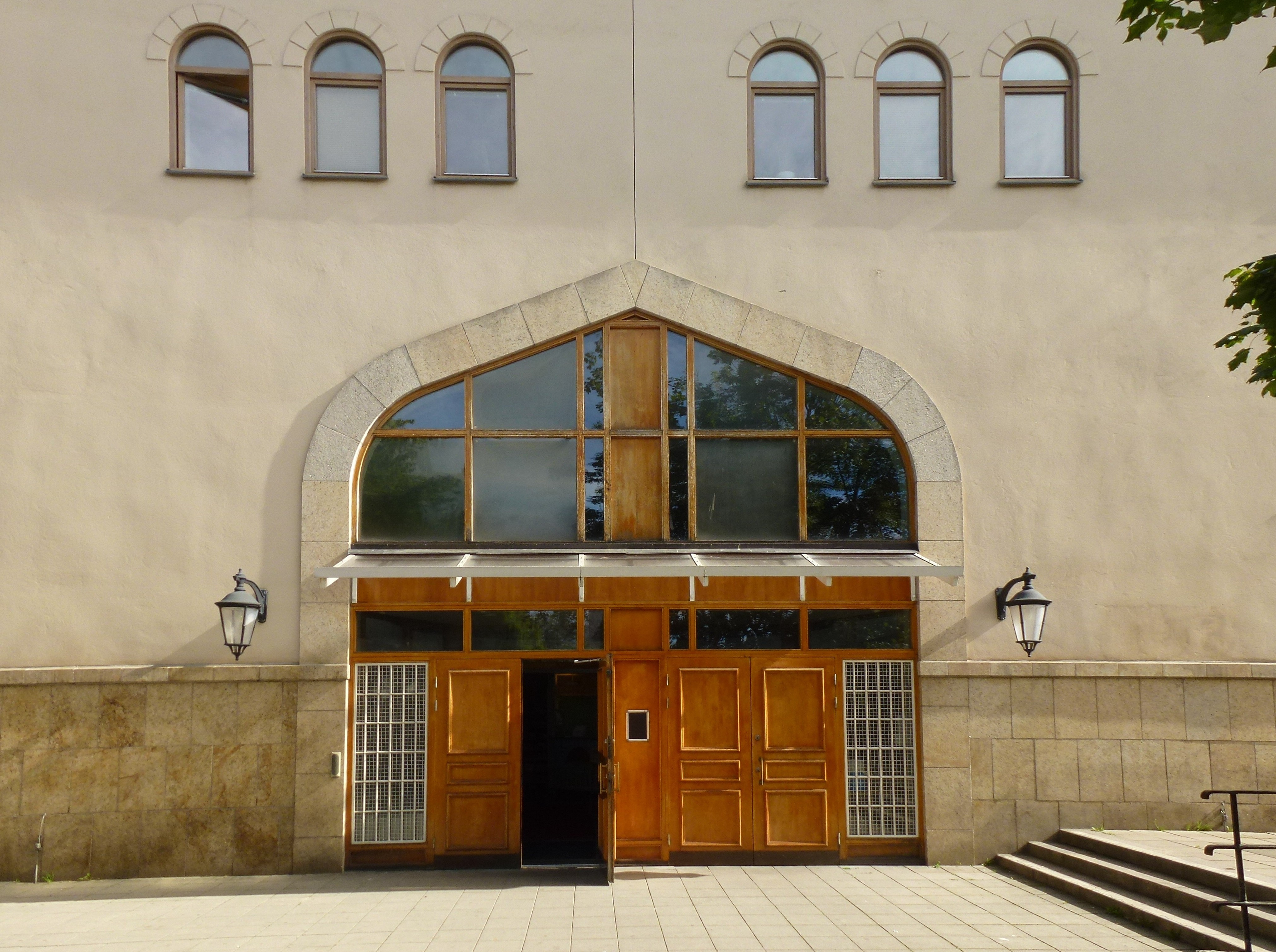
Stockholms moské, huvudentrén.